# Adénie

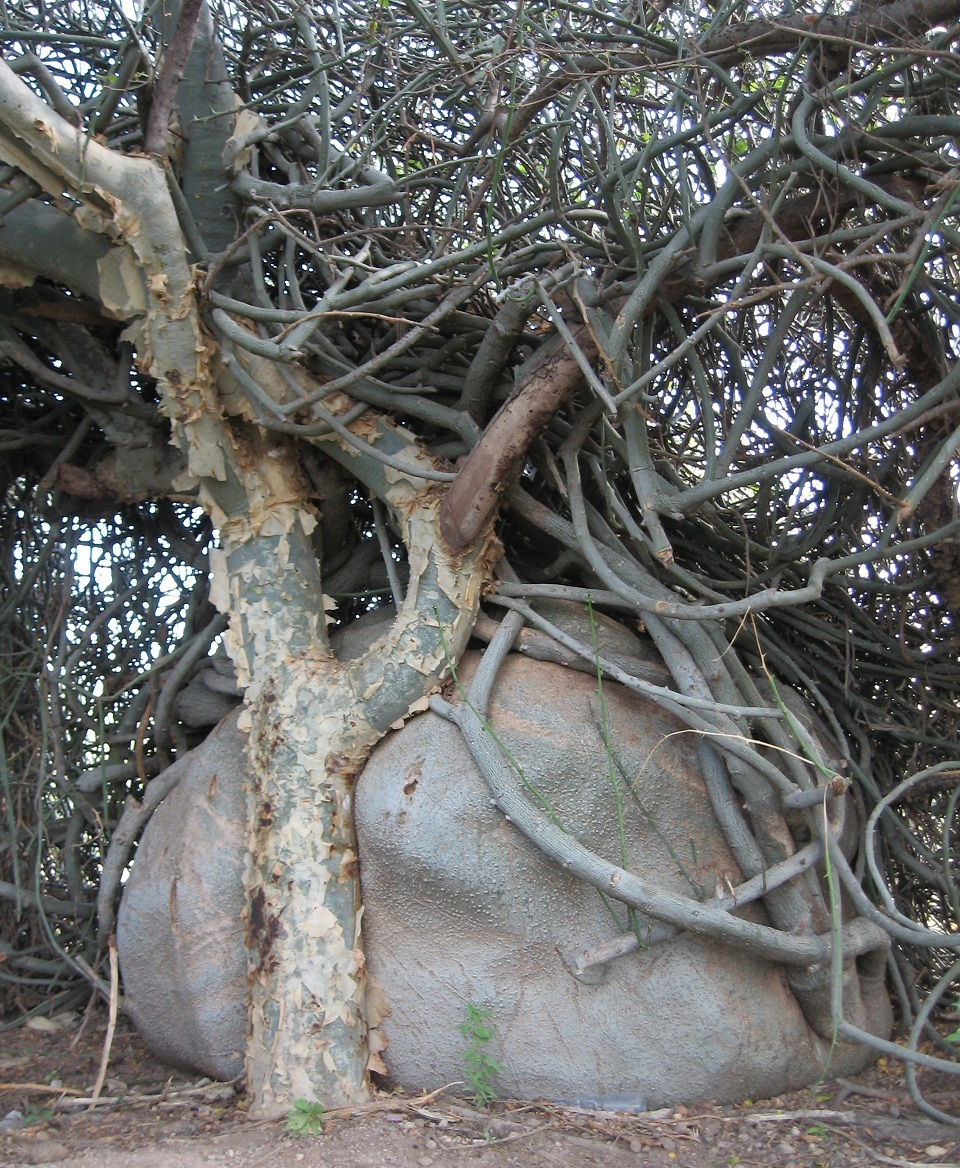
Gigantická nadzemní stonková hlíza Adenia globosa

Adénie (Adenia) je rod rostlin z čeledi mučenkovité. Jsou to rostliny velmi různorodých životních forem, rostoucí na rozličných přírodních stanovištích od pouštních oblastí až po tropické deštné lesy. Nalezneme mezi nimi popínavé byliny, liány, keře, ztlustlé stromy i sukulenty s hlízovitým stonkem. Rod zahrnuje asi 100 druhů a je rozšířen v subsaharské Africe, na Madagaskaru a v tropické Asii, v malé míře i v Papuasii a severní Austrálii.
Adénie obsahují pestrou paletu účinných látek a většina druhů je více či méně jedovatá, některé smrtelně. Mají široké využití v domorodé a tradiční medicíně. Lokálně je z nich připravován jed používaný na špice šípů, k lovu ryb nebo k trávení hyen. Některé druhy jsou pěstovány ve sbírkách sukulentů.

## Charakteristika
Adénie mají tak různorodé životní formy, že se jim v tomto ohledu vyrovná pouze několik jiných rodů kvetoucích rostlin, jako je pryšec nebo starček. Jsou mezi nimi druhy pouštních oblastí, adaptované na extrémní podmínky, i druhy rostoucí v tropických deštných lesích. Nalezneme mezi nimi bylinné i dřevnaté liány, sukulentní keře, stromy se ztlustlým kmenem i hlíznaté byliny. Stonek některých druhů ze suchých oblastí (Adenia pechuelii, A. globosa) je přeměněn v nadzemní hlízovitý útvar, z něhož v příznivých podmínkách vyrůstají olistěné nesukulentní prýty.

## Popis
Adénie jsou převážně dvoudomé byliny, dřeviny a úponkaté liány, někdy se ztlustlým až hlízovitým stonkem nebo zbytnělými podzemními orgány. Listy jsou jednoduché, s celistvou nebo dlanitě členěnou čepelí, u některých druhů až téměř dlanitě složené. Žilnatina je dlanitá nebo zpeřená. Na vrcholu řapíku jsou žlázky. Palisty jsou drobné, trojúhelníkovité. Úponky jsou úžlabní, zpravidla jednoduché a nevětvené.
Květy jsou většinou zelenavé nebo žlutavé, často červeně skvrnité, jednopohlavné a pětičetné, uspořádané v úžlabních vrcholičnatých květenstvích. Vrcholové nebo nejspodnější květy jsou často nahrazené úponkem. Květní lůžko je miskovité, někdy členěné do 5 vaků.
Kališní lístky jsou volné nebo částečně srostlé
Koruna je redukovaná, přirostlá k vrcholu češule a zpravidla kratší než kalich, případně zcela chybí. Pakorunka chybí nebo tvoří dřípený či blanitý lem na vrcholu češule.
Samčí květy obsahují 5 tyčinek s volnými nebo částečně srostlými nitkami a zbytky zakrnělého semeníku. Semeník samičích květů je kulovitý, spočívající na gynoforu, s mnoha vajíčky. Nese 3 volné nebo částečně srostlé čnělky. Samičí květy obsahují také šídlovitá staminodia.
Plodem je kulovitá, vejcovitá nebo elipsoidní tobolka pukající zpravidla 3 chlopněmi. Semena jsou obklopená dužnatým míškem.

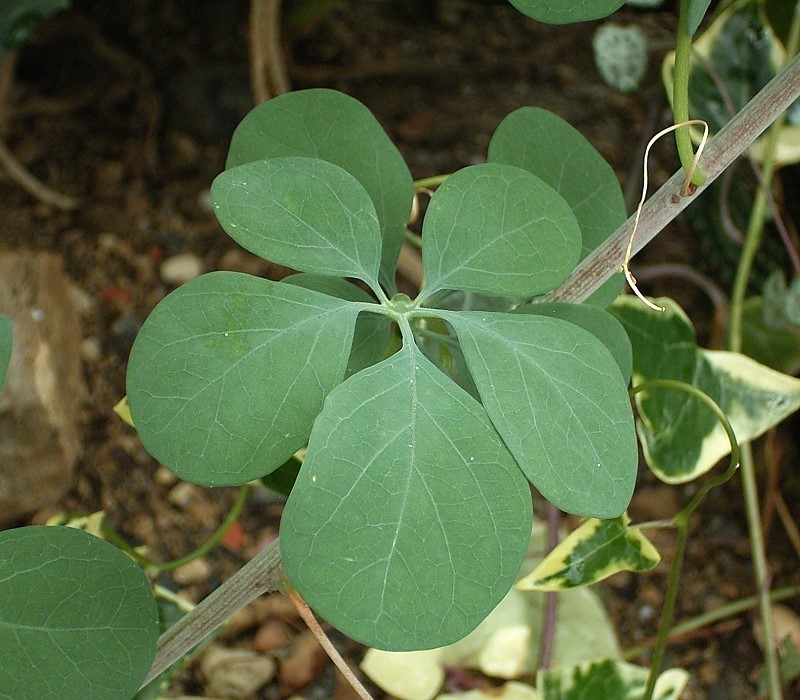
List Adenia fruticosa
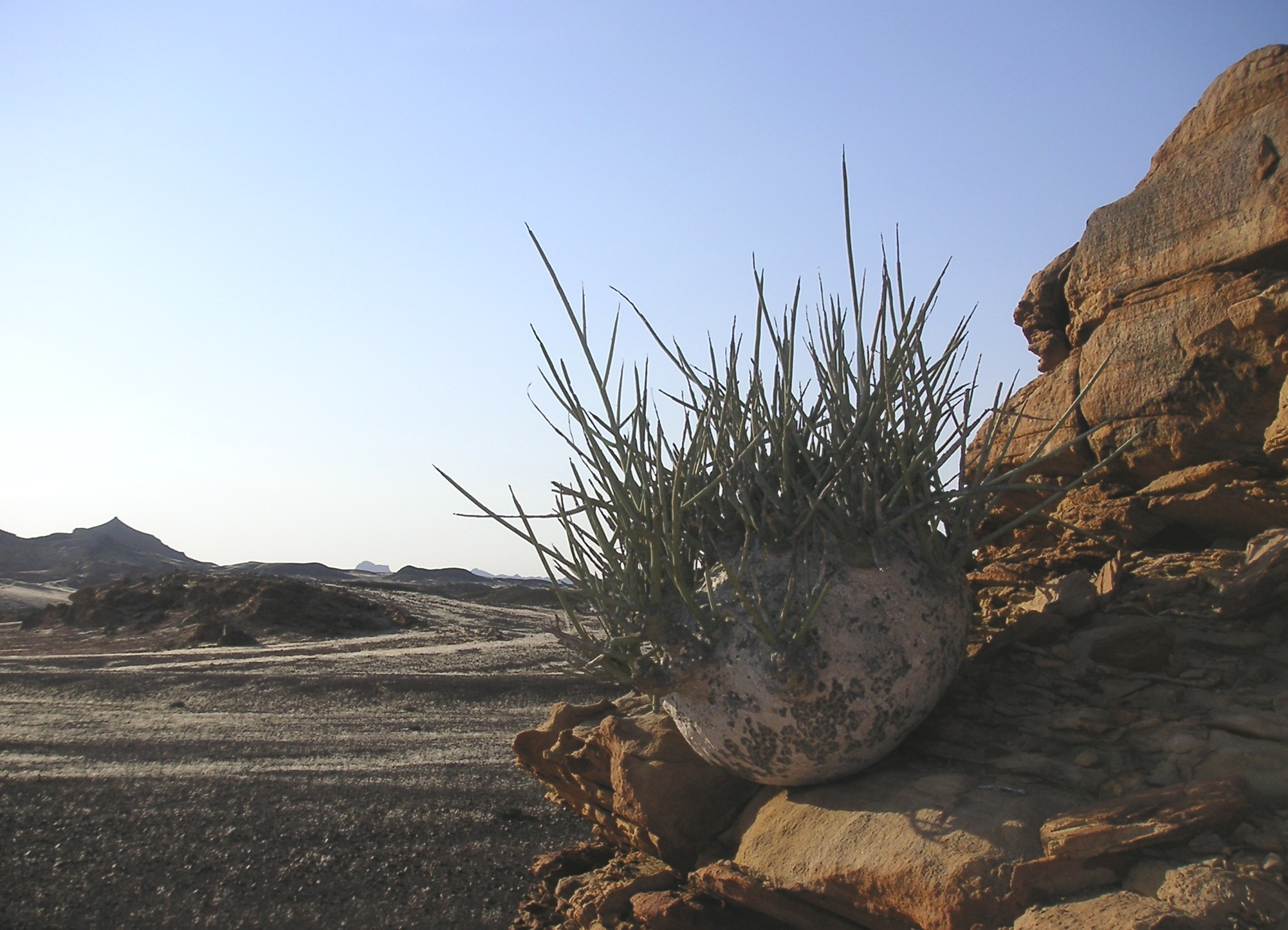
Silně xerofytní druh Adenia pechuelii
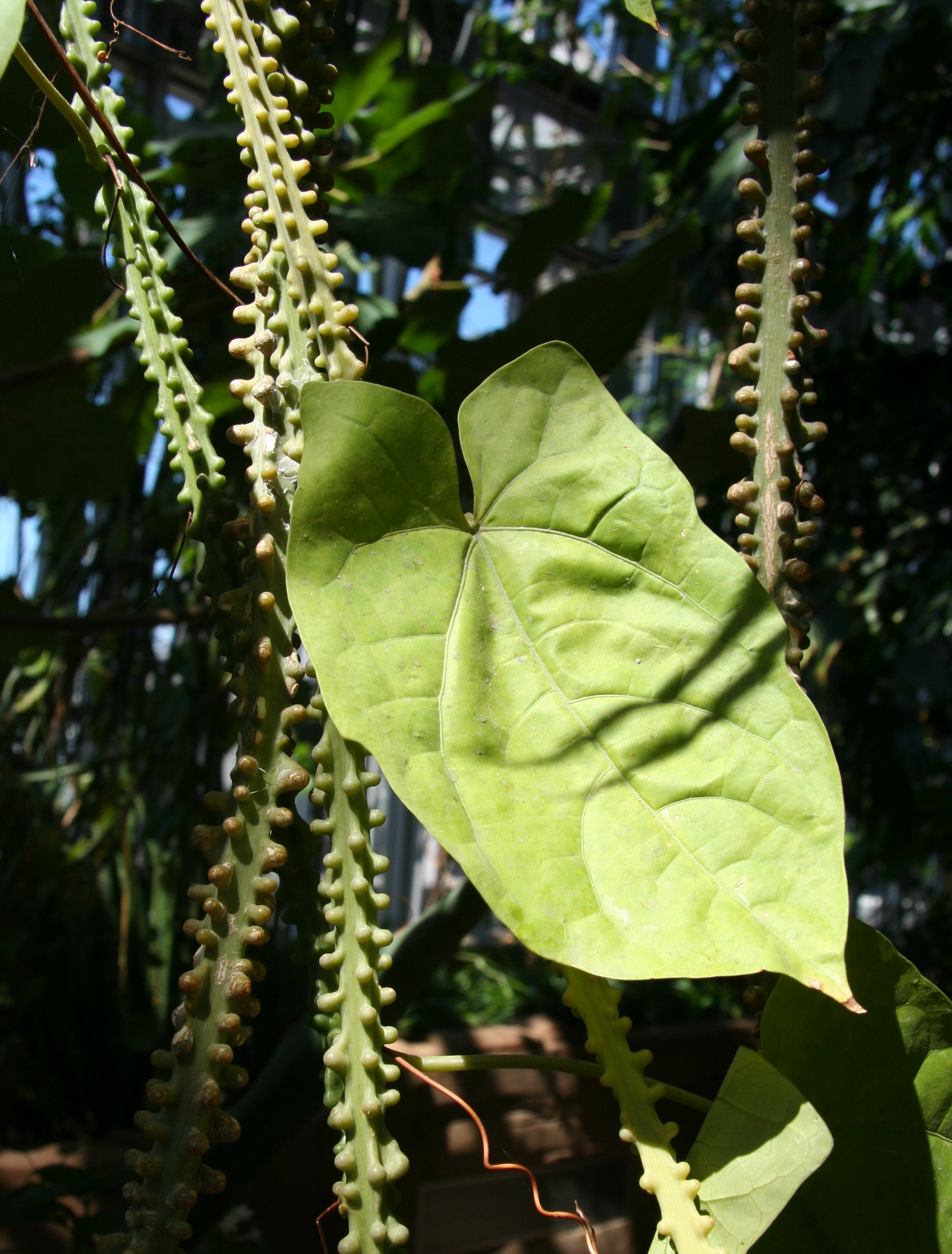
Druh Adenia lobata se zajímavě skulpturovanými stonky
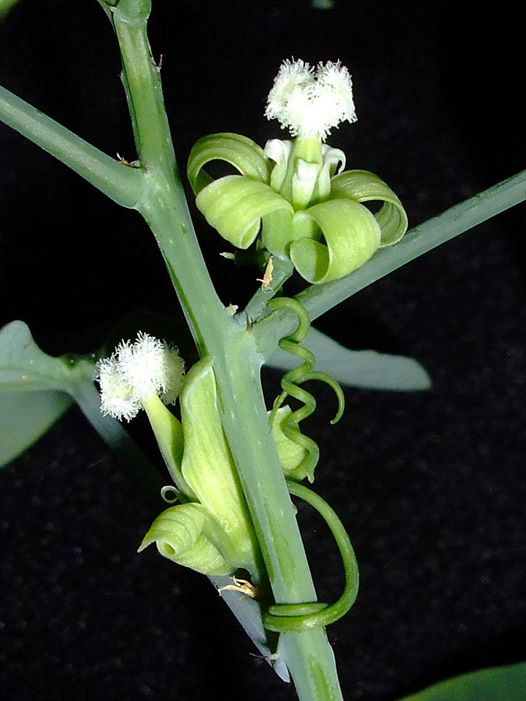
Samičí květy Adenia monadelpha
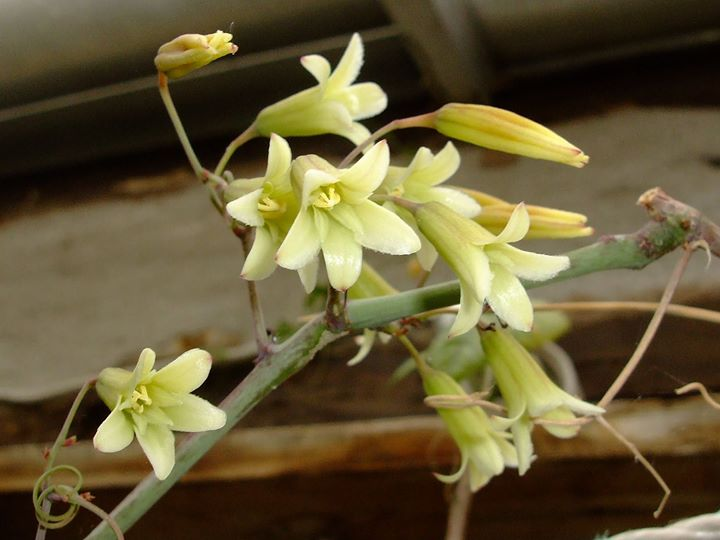
Samčí květy Adenia digitata
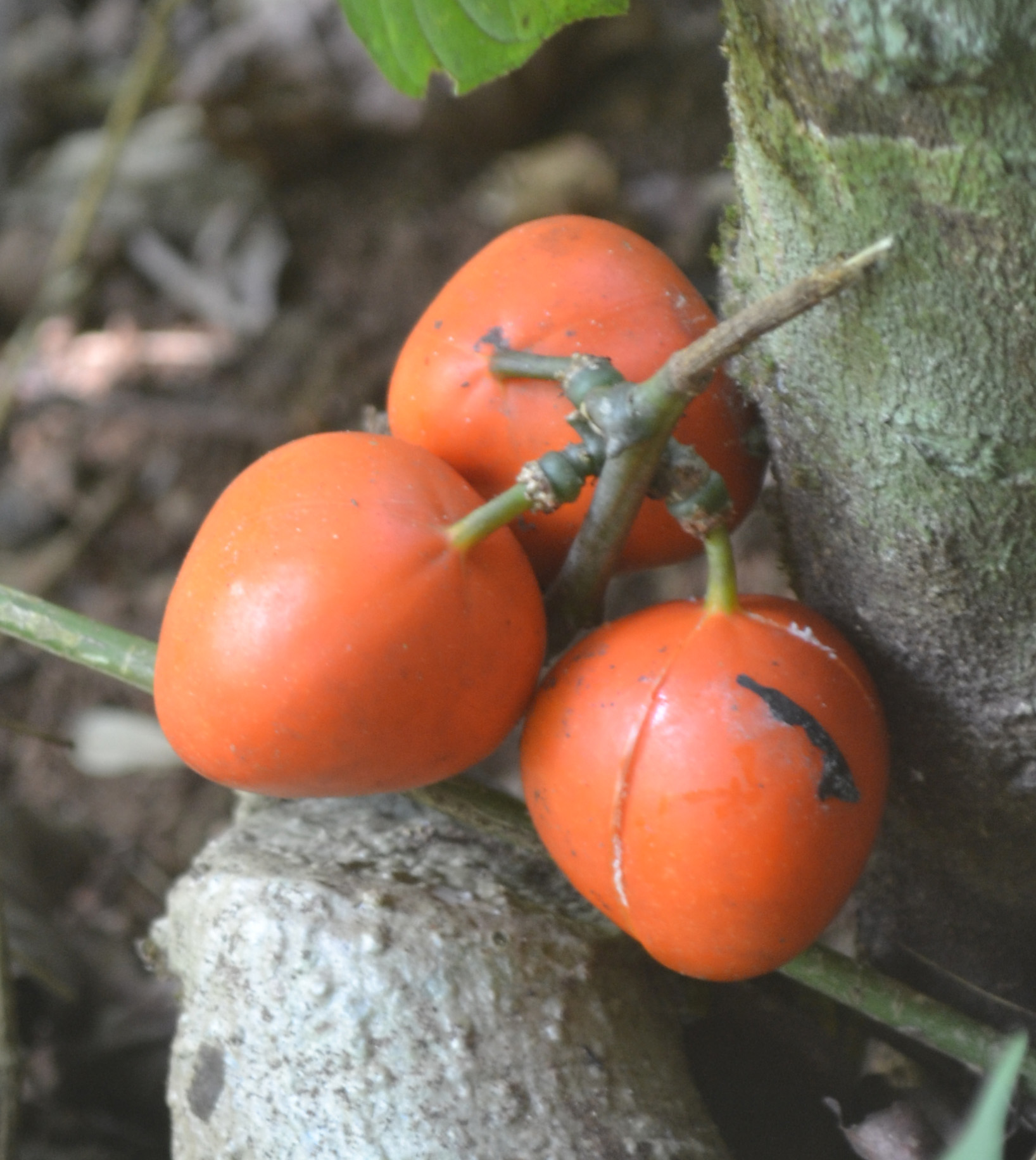
Plody Adenia hondala

## Rozšíření
Rod adénie zahrnuje asi 100 druhů. Je rozšířen v tropech a subtropech Starého světa. Centrum druhové diverzity je ve východní Africe a na Madagaskaru. Mimo subsaharskou Afriku se vyskytují v tropické Asii a severní Austrálii. Na Madagaskaru roste 25 endemických druhů, přičemž jsou zde zastoupeny víceméně na všech typech stanovišť a nabývají plné škály různých forem. Druh Adenia venenata zasahuje z tropické Afriky až do Arábie. V Asii sahá areál rozšíření rodu od Indie po jižní Čínu a Tchaj-wan a přes Indočínu po jihovýchodní Asii, druh Adenia heterophylla je rozšířen také na Nové Guineji, Bismarckově souostroví a v severní Austrálii.

## Ekologické interakce
Adénie jsou v jihovýchodní Asii a severní Austrálii živnými rostlinami housenek babočkovitých motýlů Ariadne, Vindula (V. erota, V. dejone, V. arsinoe), Acraea (A. andromacha) a Cethosia (C. biblis, C. myrina, C. cydippe, C. penthesilea).
Druhy s úzkými, trubkovitými květy (např. Adenia heterophylla) jsou pravděpodobně opylovány různými druhy drobnějšího hmyzu. Některé mají vonné květy. Druh Adenia olaboensis ze západního Madagaskaru je opylován v časných ranních hodinách ptáky, zejména strdimilem madagaskarským a timálií žlutavoprsou. Naproti tomu Adenia firingalavensis, kvetoucí v suchém období, je specializována na noční opylovače. Jasně červené plody Adenia pechuelii z pouštních oblastí Namibie vyhledávají ptáci a hlodavci.

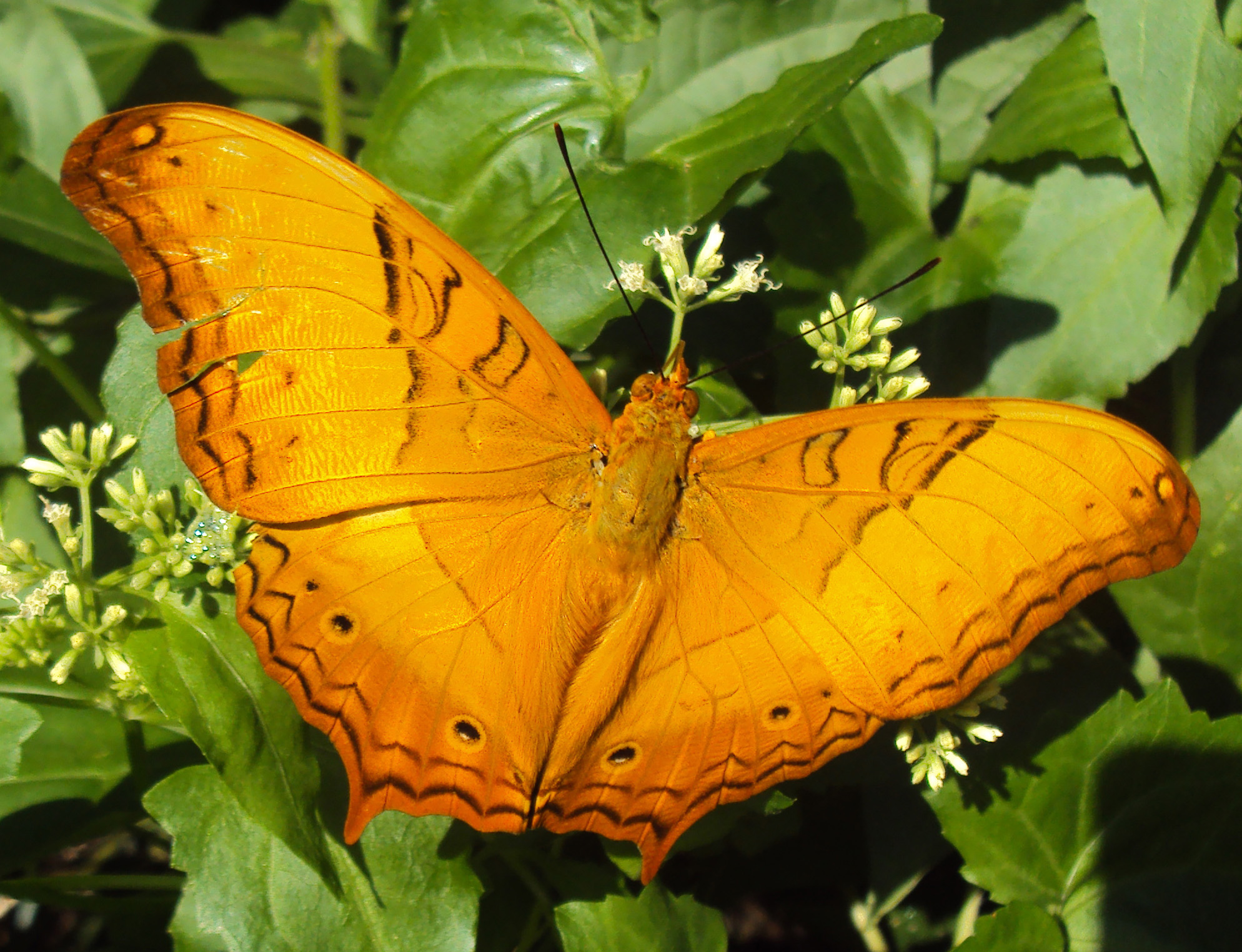
Babočkovitý motýl Vindula erota
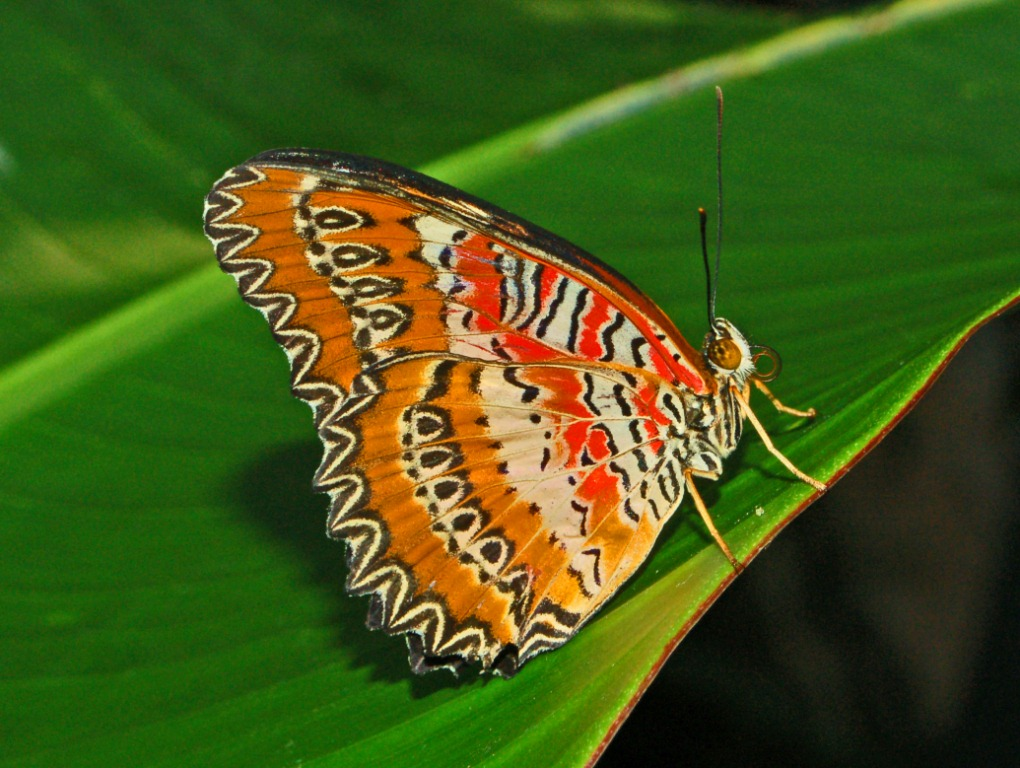
Cethosia biblis

## Obsahové látky a jedovatost
Adénie jsou poměrně bohaté na účinné obsahové látky, jako jsou alkaloidy, glykosidy nebo glykoproteiny. Jedovatost je u různých druhů různá a sahá od druhů relativně nejedovatých (A. glauca) až po smrtelně jedovaté (A. digitata). Poslední zmíněný druh pochází z jižní Afriky a obsahuje glykoprotein modeccin, strukturou podobný ricinu ze semen skočce obecného. Hlavní účinek těchto glykoproteinů spočívá v zablokování syntézy bílkovin v buňkách. Navíc obsahuje i kyanogenní glykosidy. Podobný glykoprotein, volkensin, byl zjištěn u druhu Adenia volkensii, kde je navíc obsažen i alkaloid volkenin. Velmi jedovatý je též madagaskarský druh Adenia firingalavensis.

## Taxonomie
V rámci čeledi Passifloraceae představuje rod Adenia bazální vývojovou větev podčeledi Passifloreae, která je sesterským kladem podčeledi Paropsieae.

## Význam

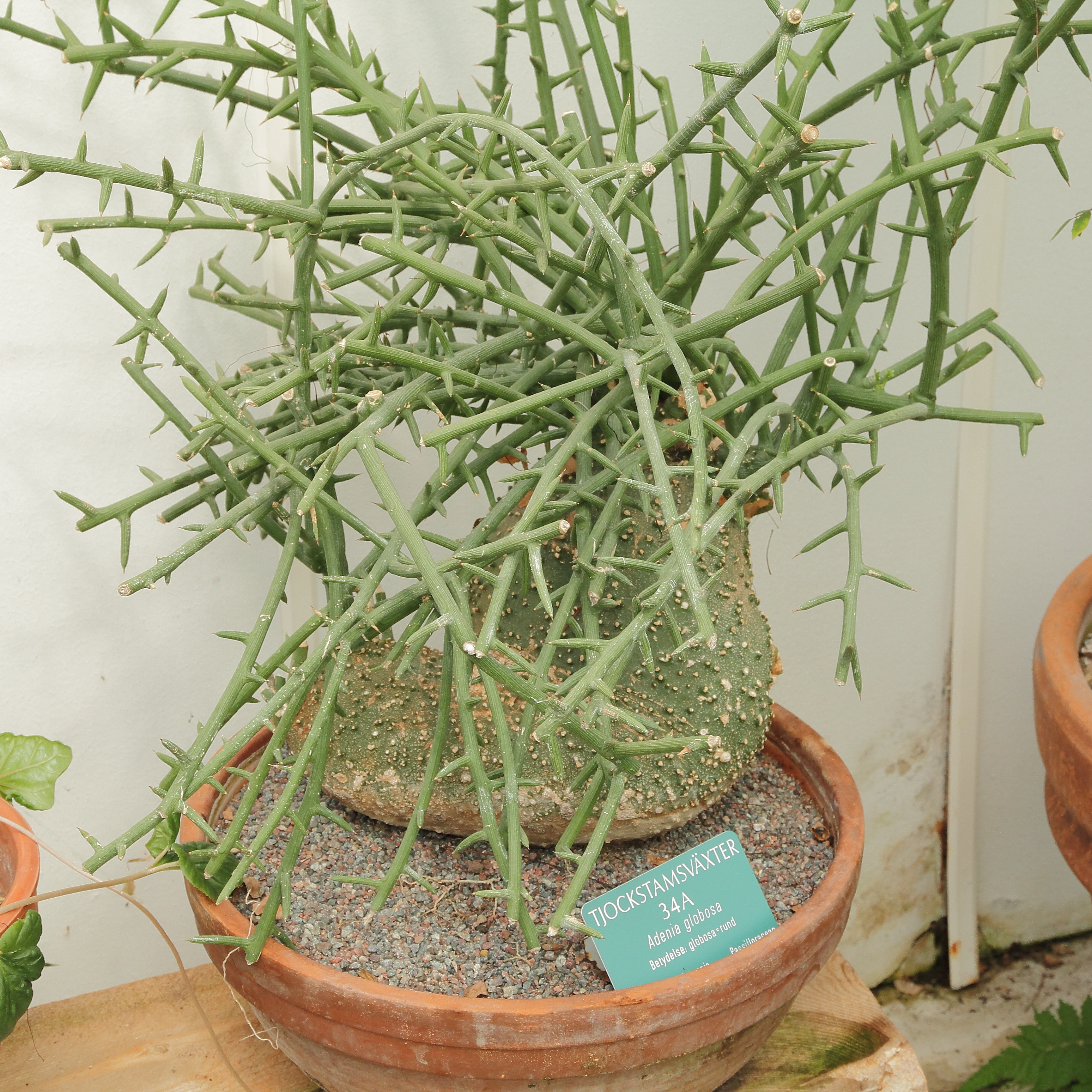
Sukulentní Adenia globosa

Adénie mají význam zejména v tradiční medicíně. Jsou využívány na širokou škálu různých neduhů, které mj. zahrnují gastritidu (A. aculeata), střevní parazity (A. venenata, asijský druh A. penangiana), tišení bolestí (A. cissampeloides), lepru (A. digitata, A. gummifera), hadí uštknutí (A. gummifera, A. keramanthus, A. trilobata), otravy (asijský druh A. hondala), syfilis (A. keramanthus, A. wightiana), malárii (A. lobata), duševní choroby (A. racemosa) a četné jiné. Některé druhy se používají jako stimulans (A. venenata) či afrodiziakum (A. lobata, A. gummifera).
Návnady napuštěné šťávou z plodů A. ellenbeckii se používají k trávení hyen. Rozdrcené listí některých druhů (A. gracilis, A. schweinfurthii) se používá k omámení ryb při jejich lovu (tzv. barbasko). Ze šťávy z kmene A. lobata se připravuje jed na špičky šípů (kurare). Dužnina plodů jihoafrického druhu Adenia hastata je jedlá.
Některé druhy adénií jsou pěstovány ve sbírkách sukulentů.